# Stenopsoides turneri
Stenopsoides turneri är en insektsart som beskrevs av Evans 1941. Stenopsoides turneri ingår i släktet Stenopsoides och familjen dvärgstritar. Inga underarter finns listade i Catalogue of Life.